# Булгакова, Оксана Сергеевна
Оксана Сергеевна Булгакова (12 января 1935, Саратов, Саратовский край, РСФСР, СССР — 2 декабря 2007, Могилёв, Республика Беларусь) — советский писатель, публицист, сценарист, член Союза журналистов СССР (1962), главный редактор Южно-Уральского книжного издательства (ЮУКИ) (1973—1993), действительный член Географического общества СССР (1980), Заслуженный работник культуры РСФСР (1985), лауреат Государственной премии РСФСР имени братьев Васильевых (1989).

## Биография
Родилась 12 января 1935 года в городе Саратове, Саратовский край РСФСР, в 1952 году окончила с золотой медалью среднюю школу в городе Омске, после окончании историко-филологического факультета Уральского государственного университета имени А. М. Горького в Свердловске в 1957 году, работала в Свердловском: книжном издательстве журнала «Уральский следопыт»; теле радиокомитете — редактором молодёжных передач на радиовещание и отдела пропаганды на телевидение. С 1967 года старший редактор, руководитель творческого объединения «Факел» Челябинской студии телевидения — авторские программы «Судьбы людские» и «Время и мы» в городе Челябинске.
Первой среди челябинских тележурналистов вышла с репортажем в эфир Интервидения. В 1973—1993 годах главный редактор Южно-Уральского книжного издательства (ЮУКИ). Публиковалась в центральных и местных печатных средствах массовой информации, в альманахах «Урал», «Молодая гвардия», «Крестьянка», «Уральский следопыт», «Каменный пояс», «Рифей», «Полярные горизонты», «Библиотекарь» и других.
Автор сборников документальной прозы «Караван счастья», «Корни», документальной повести «Теплоход идет в детство», удостоена премией 9-го Всероссийского конкурса ЦК ВЛКСМ и Государственного комитета РСФСР по делам издательств, полиграфии и книжной торговли за лучшую книгу для молодежи в 1988 году.
С 1981 года внештатный корреспондент газеты «Советская Россия».
С середины 1990-х годов жила в Белоруссии. Умерла 2 декабря 2007 года, похоронена в Могилёве.

## Творчество

#### Сценарист
По сценариям Оксаны Булгаковой Свердловской киностудией, Свердловским и Челябинской объединениями «Телефильм» сняты ленты, демонстрировавшийся на всесоюзном и иностранных экранах:
- «Воспоминания о лётчике» (в соавторстве; в 1967 г. удостоена премией ЦК ВЛКСМ; лётчику-испытателю Г. Я. Бахчиванджи после выхода фильма Указом Президиума Верховного Совета СССР от 28 апреля 1973 г. было посмертно присвоено звание Героя Советского Союза)[3];
- «Командор Серхио» (о первом дважды Герое Советского Союза С. И. Грицевце, 1969 г.);
- «Меч Победы» (1979);
- «Готовность к подвигу» (об экипаже подводной лодки Северного флота «Челябинский комсомолец», 1978 г.)[3];
- «Граница» (о службе уральцев на Памире, 1985 г.);
- В 1989 году за сценарий полнометражного художественного документального фильма «А прошлое кажется сном…» (реж. С. В. Мирошниченко) О. С. Булгакове присуждена Государственная премия РСФСР имени братьев Васильевых; фильм первым среди документальных лент удостоен высшей награды Союза кинематографистов СССР — национальной премией «Ника»[1][3].

О творчестве лаборатории О. С. Булгаковой неоднократно рассказывал всесоюзный журнал «Журналист».

## Общественная деятельность
Избиралась:
- членом Челябинского обкома профсоюза работников культуры,
- председателем областной комиссии работников культуры и искусства по шефству над Вооружёнными Силами СССР,
- действительный член Географического общества СССР (1980)[1].

## Награды и звания
Награждена:
- Званием Заслуженный работник культуры РСФСР (1985),
- Лауреат премией ЦК ВЛКСМ (1967),
- Лауреат Государственной премии РСФСР имени братьев Васильевых (1989),
- Отличник культурного шефства над Вооружёнными Силами СССР (1970; 1977),
- Почетным знаком ДОСААФ СССР (1978),
- Комсомольской премией «Орлёнок» (1978),
- Почетной медалью Географического общества СССР имени С. В. Колесника (За познавательные телепередачи о Памире, 1983),
- Лауреат премией имени В. П. Бирюкова (1983),
- Челябинской областной журналистской премией имени Ф. Ф. Сыромолотова (1988),
- Премией 9-го Всероссийского конкурса ЦК ВЛКСМ и Госкомиздата РСФСР за лучшую книгу для молодежи (1988)[1].

## Сочинения
- Булгакова, Оксана Сергеевна. Караван счастья: По следам героев / Оксана Булгакова. — Челябинск: Южно-Уральское книжное издательство, 1982. — 183 с. — (Всерос. сер. „Так закаляется сталь“ — История).
- Булгакова О. С. Этот "неизвестный" Климов: О судьбе и творчестве писателя и журналиста Климова А. М. // Урал. — 1985. — № 10. — С. 156—165.
- Булгакова О. С. Зов космоса: (О пионере космонавтики Кондратюке Ю.) (недоступная ссылка — история) // Уральский следопыт. — 1986. — № 4. — С. 156—165.
- Булгакова О. С. Мы из Игарки: (Сб.). — Ч.: Южно-Уральское книжное издательство, 1987. — С. 734.
- Булгакова О. С. Теплоход идет в детство. Ч.: Южно-Уральское книжное издательство, 1987. — 224 с.
- Булгакова О. С. Памирская рапсодия // Молодая гвардия. — М., 1982. — № 8. — С. 203—230.
- Булгакова О. С. Корни: Документальная проза // Молодая гвардия. — М., 1989.